# Glenn Dale
|  | Aquest article tracta sobre la ciutat de Maryland (Estats Units). Vegeu-ne altres significats a «Glendale». |

Glenn Dale és una concentració de població designada pel cens dels Estats Units a l'estat de Maryland. Segons el cens del 2000 tenia 12.609 habitants.

## Demografia
Segons el cens del 2000, Glenn Dale tenia 12.609 habitants, 4.086 habitatges, i 3.305 famílies. La densitat de població era de 660,6 habitants/km².
Dels 4.086 habitatges en un 45,7% hi vivien nens de menys de 18 anys, en un 62,6% hi vivien parelles casades, en un 13,9% dones solteres, i en un 19,1% no eren unitats familiars. En el 13,4% dels habitatges hi vivien persones soles l'1,9% de les quals corresponia a persones de 65 anys o més que vivien soles. El nombre mitjà de persones vivint en cada habitatge era de 3,08 i el nombre mitjà de persones que vivien en cada família era de 3,39.
Per edats la població es repartia de la següent manera: un 29,8% tenia menys de 18 anys, un 7,8% entre 18 i 24, un 32,2% entre 25 i 44, un 24,7% de 45 a 60 i un 5,5% 65 anys o més.
L'edat mediana era de 34 anys. Per cada 100 dones de 18 o més anys hi havia 89,6 homes.
La renda mediana per habitatge era de 80.851 $ i la renda mediana per família de 85.448 $. Els homes tenien una renda mediana de 53.484 $ mentre que les dones 40.450 $. La renda per capita de la població era de 27.920 $. Entorn del 2,6% de les famílies i el 4,5% de la població estaven per davall del llindar de pobresa.

## Poblacions més properes
El següent diagrama mostra les poblacions més properes.